# Dymasia jacintoi
Dymasia jacintoi är en fjärilsart som beskrevs av Gunder 1924. Dymasia jacintoi ingår i släktet Dymasia och familjen praktfjärilar. Inga underarter finns listade i Catalogue of Life.